# Lista de bandeiras do Suriname
A seguir está uma lista de bandeiras no Suriname.

## Bandeira nacional
| Bandeira | Data          | Uso                             | Descrição |
| -------- | ------------- | ------------------------------- | --- |
|          | 1975-presente | Bandeira do Suriname            | Uma tribanda horizontal de verde (superior e inferior) e vermelho (largura dupla) com uma grande borda branca e a grande estrela amarela de cinco pontas centralizada na faixa vermelha. |
|          | 1975-Hoje     | Bandeira do Suriname (vertical) | |

## Bandeira do governo
| Bandeira | Data          | Uso                                       | Descrição |
| -------- | ------------- | ----------------------------------------- | --- |
|          | 1975-presente | Bandeira presidencial do Suriname         | Uma tribanda horizontal de verde (superior e inferior) e vermelho (largura dupla) com grande borda branca e o brasão centralizado na faixa vermelha. |
|          | 1975-1988     | Bandeira do Primeiro Ministro do Suriname | Um campo branco com uma borda dourada e o brasão no centro.                                                                                          |

## Bandeira militar
| Bandeira | Data          | Uso                                               | Descrição |
| -------- | ------------- | ------------------------------------------------- | --- |
|          | 1975-presente | Bandeira das Forças Armadas Populares do Suriname | uma bandeira tricolor horizontal de azul, vermelho e azul com a grande estrela amarela de cinco pontas centralizada na faixa vermelha. |

## Bandeiras propostas
| Bandeira | Data | Uso                                          | Descrição |
| -------- | ---- | -------------------------------------------- | --- |
|          | 1848 | Proposta de Bandeira do Suriname Neerlandesa | O tricolor holandês com o brasão no centro. |
|          | 1975 | Proposta de Bandeira do Suriname             | Um campo vermelho com uma borda verde e uma cruz vermelha com borda branca e 4 estrelas pretas de 5 pontas. |
|          | 1975 | Proposta de Bandeira do Suriname             | Um campo verde com um triângulo vermelho com uma estrela amarela de 5 pontas centrada em um losango verde no centro. |
|          | 1975 | Proposta de Bandeira do Suriname             | Um campo verde com um triângulo vermelho com uma estrela amarela de 5 pontas no centro. |
|          | 1975 | Proposta de Bandeira do Suriname             | Uma faixa tripla horizontal de verde (superior e inferior) e vermelho (largura dupla) com uma grande borda branca e uma grande estrela preta de cinco pontas centralizada em um disco branco centralizado na faixa vermelha. |
|          | 1975 | Proposta de Bandeira do Suriname             | Uma faixa tripla horizontal de verde (superior e inferior) e vermelho (largura dupla) com uma grande borda amarela e o brasão centralizado na faixa vermelha.                                                                |

## Bandeiras históricas

### Domínio espanhol
| Bandeira      | Data      | Uso                                   | Descrição                                                                                                   |
| ------------- | --------- | ------------------------------------- | --- |
|               | 1593-1629 | Bandeira da Espanha dos Hasburgos     | Uma sártida vermelha que lembra dois galhos cruzados, grosseiramente podados (com nós), em um campo branco. |
| Bandeira real |           |                                       | |
|               | 1593-1629 | Bandeira Real de Filipe II da Espanha | Um campo vermelho com o brasão real no centro.                                                              |

### Domínio britânico
| Bandeira                   | Data                | Uso                                                   | Descrição |
| -------------------------- | ------------------- | ----------------------------------------------------- | --- |
|                            | 1650-1651           | Bandeira da Comunidade da Inglaterra                  | Uma cruz de São Jorge e uma harpa irlandesa justaposta. |
|                            | 1651-1658           | Bandeira da Comunidade da Inglaterra                  | A Cruz de São Jorge e a Cruz de Santo André foram esquartejadas. |
|                            | 1658-1660           | Bandeira do Protectorado                              | A Union Jack de 1606 foi desfigurado com uma harpa irlandesa. |
|                            | 1660-1667 1667-1668 | Bandeira do Reino da Inglaterra                       | Uma cruz vermelha num campo branco. |
|                            | 1799-1801           | Bandeira do Reino da Grã-Bretanha                     | Primeira versão do Union Jack usado na Inglaterra a partir de 1606 e Escócia a partir de 1707-as bandeiras da Inglaterra e da Escócia se sobrepuseram. |
|                            | 1801-1802 1804-1816 | Bandeira do Reino Unido                               | Uma sobreposição das bandeiras da Inglaterra e da Escócia com a Bandeira de São Patrício (representando a Irlanda). |
| Bandeira do Lorde Protetor |                     |                                                       | |
|                            | 1653-1659           | Estandarte do Lorde Protetor                          | A Cruz de São Jorge foi esquartejada com a Cruz de Santo André e a Harpa irlandesa, e encimada por um escudo com o brasão pessoal de Cromwell. |
| BandeirasrReais            |                     |                                                       | |
|                            | 1660-1667 1667-1668 | Padrão real do Casa de Stuart                         | Uma bandeira do brasão real de Jaime I, primeiro e quarto trimestres representando a Inglaterra e a reivindicação inglesa ao trono francês, segundo quarto representando a Escócia, terceiro quarto representando a Irlanda (esta é a primeira vez que a irlanda é representada no Estandarte Real). |
|                            | 1799-1801           | Estandarte Real da Grã-Bretanha sob a casa de Hanôver | Uma bandeira do brasão real da Grã-Bretanha, primeiro trimestre representando a Inglaterra e a Escócia, segundo trimestre representando a reivindicação Britânica ao trono francês, terceiro trimestre representando a Irlanda, quarto trimestre representando o Eleitorado de Hanôver.              |
|                            | 1801-1802 1804-1816 | Bandeira real do Reino Unido                          | Uma bandeira das armas reais desde a criação do Reino Unido em 1 de janeiro de 1801; primeiro e quarto trimestres para a Inglaterra e País de Gales, segunda Escócia, terceira Irlanda, com um inescutcheon para o eleitorado de Hanover.                                                            |

### Domínio francês
| Bandeira                            | Data                | Uso                                     | Descrição                                                                                |
| ----------------------------------- | ------------------- | --------------------------------------- | ---------------------------------------------------------------------------------------- |
|                                     | 1795-1799 1802-1804 | Bandeira da Primeira República Francesa | Um tricolor vertical de azul, branco e vermelho.                                         |
| Países Baixos sob o domínio francês |                     |                                         |                                                                                          |
|                                     | 1795-1799 1802-1804 | Bandeira da República Batávia           | Uma tribanda horizontal de vermelho, branco e azul com o emblema da República no cantão. |

### Domínio neerlandês
| Bandeira            | Data           | Uso                                                                    | Descrição |
| ------------------- | -------------- | ---------------------------------------------------------------------- | --- |
|                     | 1667 1668-1795 | Bandeira do Príncipe                                                   | Uma bandeira tricolor horizontal de laranja, branco e azul. |
|                     | 1667 1668-1796 | Statenvlag                                                             | Uma bandeira tricolor horizontal de vermelho, branco e azul. O azul é um tom mais claro que o da bandeira atual. |
|                     | 1816-1975      | Bandeira do Reino Unido dos Países Baixos e do Reino dos Países Baixos | Uma bandeira tricolor horizontal de vermelho, branco e azul. |
| Bandeiras reais     |                |                                                                        | |
|                     | 1816–1908      | Estandarte Real do Monarca                                             | As cores da bandeira dos Países Baixos com o brasão real (sem o manto). |
|                     | 1908–1975      | Estandarte Real do Monarca                                             | Uma bandeira quadrada laranja, dividida em quatro quartos por uma cruz azul-nassau com o pequeno brasão do Reino, encimada por uma coroa real e cercada pela insígnia da Grã-Cruz da Ordem de Guilherme. Cada quarto exibe uma corneta que tem origem nos brasões do Principado de Orange . |
| Bandeiras coloniais |                |                                                                        | |
|                     | 1920–1966      | Padrão do governador da Guiana Holandesa                               | Tricolor nacional, com na faixa vermelha três bolas brancas. |
|                     | 1966–1975      | Estandarte do governador do Suriname                                   | Uma bandeira branca com a bandeira dos Países Baixos listrada na parte superior e inferior, e a bandeira do Suriname no centro. |
|                     | 1959-1975      | Bandeira do Suriname                                                   | Um campo branco com 5 estrelas de cinco pontas (preta, branca, marrom, vermelha e amarela) no centro. |